# Susanne Schütz (Politikerin)

Susanne Schütz, 2021

Susanne Victoria Schütz (* 22. April 1966 in Hamburg) ist eine deutsche Politikerin der FDP. Sie war von 2017 bis 2022 Mitglied des Niedersächsischen Landtags.

## Leben
Schütz machte 1985 das Abitur Luisen-Gymnasium Hamburg und studierte anschließend Architektur an der Technischen Universität Braunschweig und war als Architektin tätig. 2006 wurde sie als Quereinsteigerin Lehrerin für Technik und Mathematik an einer Hauptschule in Salzgitter, an der sie später auch das Amt der Konrektorin übernahm. 
Seit 1987 ist Schütz Mitglied der FDP. Von 2017 bis 2022 gehörte sie dem Niedersächsischen Landtag an. Dort war sie Sprecherin der FDP-Fraktion für Soziales, Gesundheit und Gleichstellung. Da die FDP bei der Landtagswahl 2022 mit nur noch 4,7 Prozent der Stimmen an der Fünfprozenthürde scheiterte, verpasste sie den Wiedereinzug in den Landtag und schied als Abgeordneter im Oktober 2022 aus.
Schütz ist verheiratet und hat zwei Kinder.